# Heading for Tomorrow
Heading for Tomorrow è il primo album della power metal band tedesca Gamma Ray. La versione giapponese dell'album contiene la bonus track Mr. Outlaw.

## Tracce
1. Welcome – 0:57 (musica: Hansen)
2. Lust for Life – 5:19 (Hansen)
3. Heaven Can Wait – 4:28 (Hansen)
4. Space Eater – 4:34 (Hansen)
5. Money – 3:38 (Hansen)
6. The Silence – 6:24 (Hansen)
7. Hold Your Ground – 4:49 (Hansen)
8. Free Time – 4:56 (Scheepers)
9. Heading for Tomorrow – 14:31 (Hansen)
10. Look at Yourself – 4:45 (Hensley) – Uriah Heep cover
11. Mr. Outlaw – 4:09 (Scheepers) – Japanese e Digipak 2002 Bonus Track
12. Lonesome Stranger – 4:58 (Hansen) – Digipak 2002 Bonus Track
13. Sail On – 4:24 (Hansen) – Digipak 2002 Bonus Track

Durata totale: 67:52

## Formazione
- Ralf Scheepers - voce
- Kai Hansen - chitarra
- Uwe Wessel - basso
- Mathias Burchard - batteria

### Altri musicisti
- Dirk Schlächter - basso
- Tommy Newton - chitarra
- Tammo Vollmers - batteria
- Mischa Gerlach - tastiere

### Altri crediti
- Birgit Nielsen, Jor Jenka, Karl Walterbach - art direction
- Helge Birkelbach - design concept
- Ralf Krause, Piet Sielck - ingegneri del suono
- Karl Walterbach - produttore esecutivo
- Ralf Krause, Tommy Newton - missaggio
- Jörg Blank - foto, copertina